# Abdelmalek Guenaizia
Abdelmalek Guénaïzia, né le 20 novembre 1936 à Souk Ahras et mort le 4 février 2019 à Genève, est un général major et un homme politique algérien. 
Il est chef d'État-Major de l'Armée nationale populaire de 1990 à 1993 et ministre délégué auprès du ministre de la Défense nationale de 2005 à 2013.

## Biographie
Déserteur de l'armée française, Abdelmalek Guenaizia rejoint en avril 1958 à l'âge de 22 ans les rangs de l'Armée de libération nationale où il sert comme officier instructeur, puis comme commandant d'unités de combat.
À l'indépendance de l'Algérie, il assure, après un cycle de formation effectué en URSS et en France, successivement, les fonctions de chef d'état-major au niveau de Régions Militaires, commandant de brigade blindée, commandant adjoint de Région Militaire, directeur central de la logistique. Puis du matériel et des fabrications militaires. Entre-temps, il aura participé à la guerre israélo-arabe de 1973, commandant sur le front une brigade blindée.
Promu au grade de général en 1984, il est nommé, en 1985, Commandant des Forces aériennes, fonction qu'il cumule à partir de 1987 avec celle d'adjoint au chef d'état-major de l'Armée nationale populaire jusqu'en 1990, date à laquelle il est nommé chef d'état-major. Sa promotion au grade de général-major intervient en 1991.
En 1993, après trois années passées à la tête de l'état-major de l'armée nationale populaire, il fait valoir ses droits à la retraite et entame une carrière diplomatique avec sa nomination en qualité d'ambassadeur auprès de la Confédération suisse, à Berne, où il reste en poste jusqu'en 2000.
Le 1er mai 2005, il est nommé au poste de ministre délégué auprès du ministre de la Défense nationale jusqu'en 2013.
Il est l'oncle de l'artiste Myriam Guénaïzia.

## Décorations
Abdelmalek Guénaïzia est décoré de la médaille de l'Armée de libération nationale, de la médaille de l'Armée nationale populaire du 2e chevron, de la médaille du Mérite militaire, de la médaille d'honneur et athir de l'ordre du mérite national.
Au niveau international, il est titulaire de l'étoile militaire et de la médaille commémorative, décernées à l'issue de la Guerre du Kippour par le président de la République arabe d'Égypte.